# Oyo Mitsunobu
Ōyō Mitsunobu  (japanisch 光延 旺洋 Mitsunobu Ōyō; * 1934 in Tokio; † 2003) war ein japanischer Chemiker (organische Synthese). Er führte 1967 die nach ihm benannte Mitsunobu-Reaktion ein.
Mitsunobu studierte an der Universität Gakushuin in Tokio mit dem Bachelor-Abschluss und ab 1959 am Tokyo Institute of Technology, an dem er 1966 bei Teruaki Mukaiyama promovierte. Er lehrte an der Aoyama Gakuin University in Tokio.
Er befasste sich mit Chemie von Nukleosiden und Nukleotiden und stereoselektiven Reaktionen.
Die nach ihm benannte Mitsunobu-Reaktion ist eine Substitution von (primären oder sekundären) Alkoholen mit Nukleophilen (in der ursprünglichen Reaktion eine Veresterung) und fand weite Verbreitung und Anwendung besonders in Naturstoffsynthesen und Biochemie. Sie läuft unter relativ milden Bedingungen ab und ist stereospezifisch. Es ist eine Oxidations-Reduktions-Kondensation, wobei Triphenylphosphin oxidiert und DEA zu seinem Hydrazin reduziert wird (Reagenzien mit ähnlicher Funktion wie Triphenylphosphin und DEA in der ursprünglichen Version der Reaktion werden als Mitsunobu-Reagenzien bezeichnet). Mitsunobu führte die Reaktion 1967 ein und entwickelte bald darauf mehrere Varianten. Allein zwischen 1996 und 2008 erschienen laut SciFinder 1615 Arbeiten mit Mitsunobu reaction im Titel, davon 186 Patente.